# José Luis Domínguez Fernández
José Luis Domínguez Fernández (Barcelona, 1965) es un periodista, profesor e historiador español.

## Periodista
Ha sido periodista de informativos en Cadena COPE-Radio Mar Menor (1988 y 1989) y Diario 16-Delegación Murcia (de 1990 a 1993) y articulista de opinión y tertuliano en Cadena SER (de 2000 hasta 2010), dentro de la desconexión local del programa “Hoy por Hoy” en la Región de Murcia (espacios La Firma, Diario de un docente, Parlamento Escolar y La Columna).
En la actualidad es socio fundador y director del diario digital Diario de La Manga , creado en septiembre de 2015, para ofrecer información diaria local a los vecinos de La Manga del Mar Menor, Cabo de Palos y Los Belones. Según la Asociación de la Prensa de Madrid es uno de los trescientos diarios creados por los propios periodistas en España durante la crisis.
Su largo recorrido en medios de comunicación lo inició fundando, en 1984, la primera radio libre en Cartagena, Radio Scandalo, haciéndose cargo de la organización de la parrilla de la emisora y de los informativos diarios.
Desde 2020 es uno de los nueve miembros del Consejo de Administración del ente público RTRM nombrado por la Asamblea Regional y que gestiona Onda Regional y La 7TV.

## Docente e investigador
Desde 1985 trabaja como docente en Formación Profesional reglada, desarrollando toda su carrera profesional en Cartagena (Murcia), especializado en Tecnología Administrativa y en la implantación de Calidad ISO9001 en centros de enseñanza. Ha tenido diversos cargos, además, relacionados con la Educación Ambiental e Interculturalidad.
José Luis Domínguez desarrolló, en la década de los noventa, una sencilla teoría sobre la formación de los sistemas complejos que muy pronto fue ganando adeptos en determinados círculos académicos españoles estudiándose su trabajo en las facultades de Ciencias de la Educación de la Universidad Nacional de Educación a Distancia (UNED) y Universidad de las Islas Baleares (UIB), entre otras.
Según esta teoría todo sistema complejo está sometido a dos fuerzas internas en tensa coexistencia. Lo innovador del modelo propuesto por Domínguez estriba en haber sido capaz de sintetizar, en una sola fórmula, los sistemas más simples óptimamente adaptados a su entorno (sistema atómico y subatómico, Sistema Solar…), asociarlos a la primera división universal surgidas tras el Big Bang y justificar así, por extrapolación, el mismo comportamiento natural en los sistemas considerados superiores (biológicos, psicológicos y sociales) y en fase de ajuste con su medio.
El libro donde desarrolló su teoría "La gran metáfora: una particular aproximación a la complejidad de los sistemasx” (Vulcano Ediciones, 1998) está usándose como bibliografía en las asignaturas de Sistematización e Innovación Educativa y El enfoque sistémico: su dimensión educativa (UNED) y en Teoría e Instituciones Contemporáneas de Educación (UIB).
Aparecen referencias directas a su autoría en revistas con alto impacto académico según el índice RESH:
• Rincon i Verdera, Joan Carles (2001). Ciencia y tecnología: modos de acercarnos a la realidad educativa. Revista Teoría de la Educación. Vol. 13, pp. 89-113. Salamanca: Universidad de Salamanca
• Novo, María (2002). El enfoque sistémico: su dimensión educativa. Guía didáctica. Madrid: UNED
• Rincón y Verdera, Joan Carles (2006). Complejidad educativa, epistemología y planteamientos tecnológicos. Revista de Educación. Vol. 340, pp 1119-1144. Madrid: Ministerio de Educación.
Es socio fundador, además, de la primera asociación de apoyo a niños con altas capacidades intelectuales en la Región de Murcia, AMUACI, desde donde ofrece asesoramiento a docentes y familiares preocupados por una adecuada integración de los superdotados en el tejido académico y profesional.

## Historiador
En su calidad de historiador es autor de un completo trabajo de investigación histórica sobre La Manga del Mar Menor y Cabo de Palos (Murcia) de 1500 a 1800, publicado en revistas especializadas, dos libros y un ciclo de conferencias publicado en YouTube , junto con otros dos de Historia general, donde rompe con la visión idílica del pasado para ofrecer una lectura mordaz y crítica de ésta.

## Obras

### Artículos
- Domínguez, José Luís (2008). Los sistemas complejos en el Cosmos. Una visión interdisciplinar. Revista de Encuentros Multidisciplinares. Núm 30. Volumen X.[4] Madrid: Universidad Autónoma de Madrid
- Domínguez, José Luís (2009). La comunicación en los sistemas complejos. Revista Cool-tura. Núm. 3.[5] Murcia: Consejería de Cultura
- Domínguez, José Luís (2009). Debe ser simple para ser cierto. Actas del IV Congreso Internacional de Filosofía. Sociedad Académica de Filosofía. Madrid: Universidad Complutense de Madrid.
- Domínguez, José Luís (2010). La unificación sistémica como nuevo paradigma educativo: el isomorfismo de lo complejo y su proyección curricular. Actas del I Congreso Internacional Reinventar la Profesión Docente. Málaga: Universidad de Málaga.

### Libros
- La Gran Metáfora. Una particular aproximación a la complejidad de los sistemas. Madrid, 1998. Vulcano Ediciones.
- La Humanidad en pañales. De la Prehistoria a la Edad Media. Madrid, 2005. Editorial Nuevosescritores (Éride).
- La Firma. 134 artículos de opinión emitidos en la Cadena SER. Madrid, 2006. Editorial Bubok
- Historia de España para adultos. Moderna y Contemporánea. Madrid, 2010. Editorial Bubok.
- De Cabo de Palos a La Manga. Del siglo XV al XX. Cartagena 2012. Editorial Áglaya.
- El libro rojo del cole, treinta años (y doce reformas) después. Madrid 2013. Editorial Bubok.
- Charlas de Historia de La Manga y Cabo de Palos. Editorial Edlibrix, 2014
- La Manga del Mar Menor. Principales proyectos y estructura societaria. Editorial Edlibrix, 2016
- Radio Scándalo, la radio libre de Cartagena. Bubok, 2023
- Historias de La Manga. Paraíso y realidad. Editorial La Playa de los Libros, 2024
- Historias de Cabo de Palos. De pueblo pesquero a destino turístico. La Playa de los Libros, 2025